# Strizhí
Los Strizhí (en ruso: Стрижи, conocidos también en inglés como Swifts, «Vencejos») son un grupo de demostración acrobática de la Fuerza Aérea Rusa, constituido de manera oficial el 6 de mayo de 1991, y que en sus demostraciones aéreas operan seis aviones Mikoyan MiG-29.

## Aviones utilizados
| Avión          | Número      | Período           |
| -------------- | ----------- | ----------------- |
| Mikoyan MiG-29 | ¿?          | 1991 — 1999       |
| inactividad    | inactividad | 1999 — 2000       |
| Mikoyan MiG-29 | 4           | 2000 — 2003       |
| Mikoyan MiG-29 | 6           | 2003 — actualidad |

## Galería de imágenes

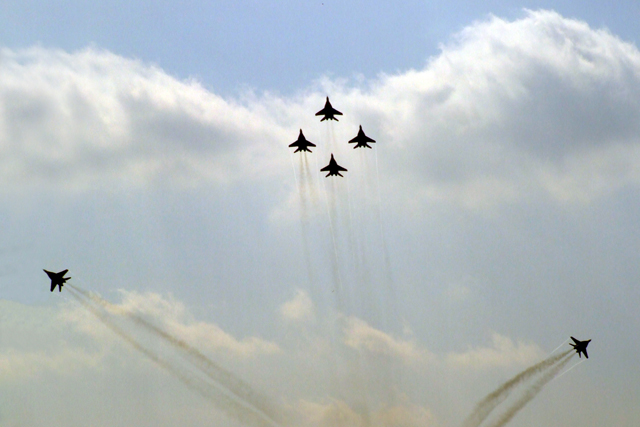
Los Strizhí realizando una exhibición en 2007.
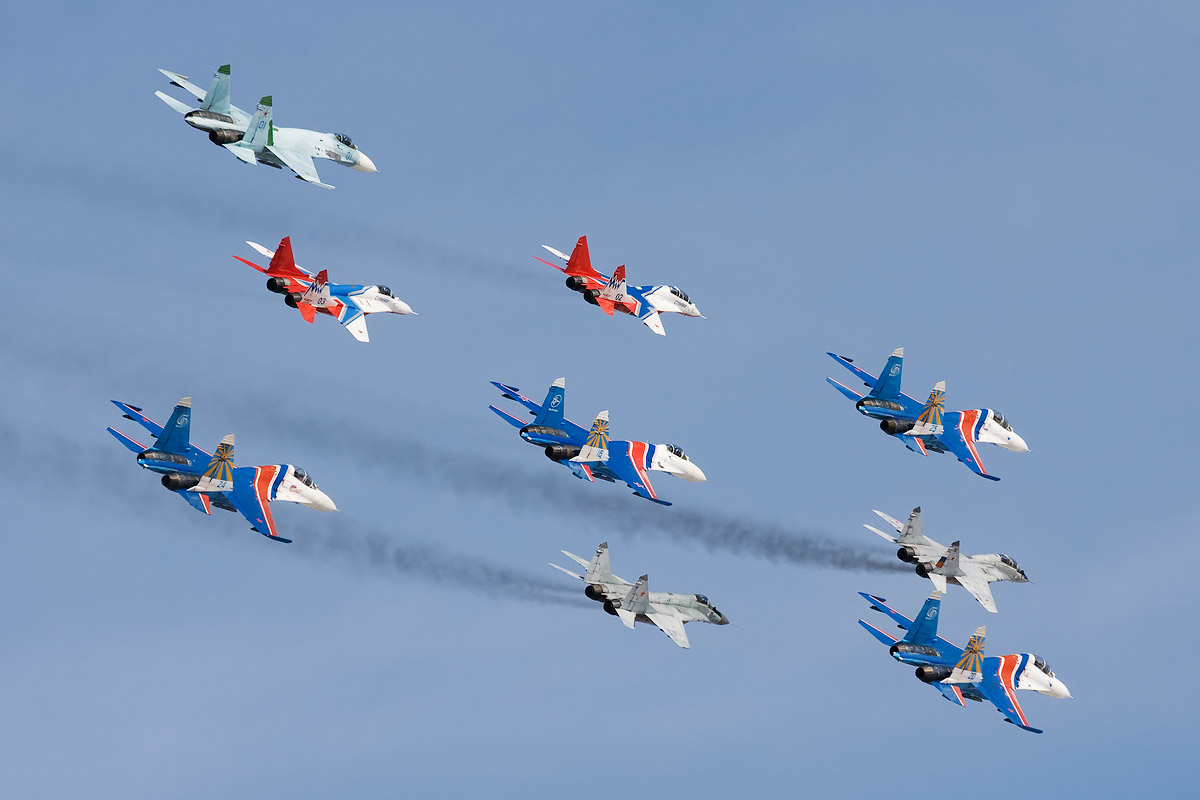
MiG-29 de los Strizhí en formación junto a Su-27 de los Rúskiye Vítiazi en Kúbinka.
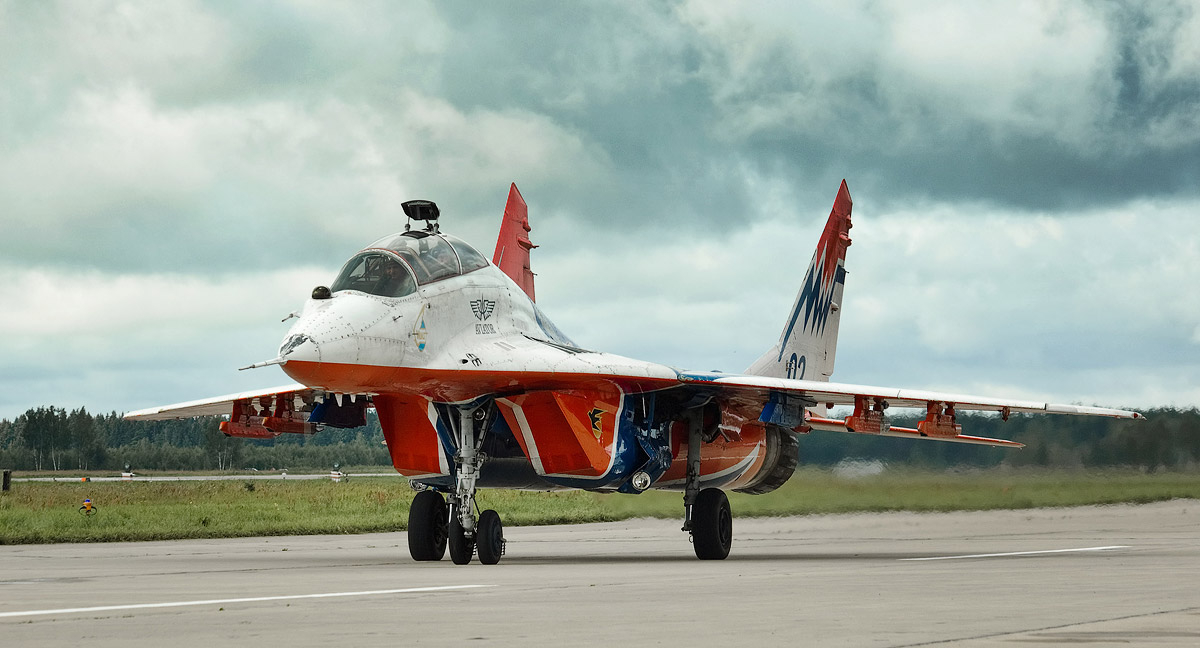
Primer plano de un Mikoyan MiG-29 de los Strizhí.